# Eljakim Ha'ecni
Eljakim Ha'ecni (hebrejsky אליקים העצני‎, rodným jménem Georg Bombach, 22. června 1926 – 18. září 2022) byl izraelský právník, politik a bývalý poslanec Knesetu za stranu Techija.

## Biografie
Narodil se v Kielu v Německu. Roku 1938 přesídlil do tehdejší Palestiny. Vystudoval náboženský učitelský seminář hnutí Mizrachi a byl členem Hagany. Během první arabsko-izraelské války byl vážně raněn a strávil 18 měsíců v nemocnici. Potom absolvoval studium práv na Hebrejské univerzitě a získal osvědčení pro výkon právnické profese.
Je ženatý a má čtyři děti.

## Politická dráha
V roce 1972 se přestěhoval do nově založené izraelské osady Kirjat Arba u Hebronu. Byl aktivní v radě Ješa a ve straně Techija.
V izraelském parlamentu zasedl po volbách v roce 1988, do nichž šel za stranu Techija. Mandát ale získal až dodatečně, v lednu 1990, jako náhradník po rezignaci poslance Eli'ezera Waldmana. Stal se členem výboru pro zahraniční záležitosti a obranu, výboru pro státní kontrolu a výboru pro záležitosti vnitra a životního prostředí.